# Pat Abbruzzi
(en) Statistiques sur statscrew
Pat Abbruzzi (1932-1998) est un joueur américain de football canadien qui a porté les couleurs des Alouettes de Montréal de 1955 à 1958. Pendant sa courte carrière de quatre saisons, il fut un redoutable porteur de ballon, et reçut le trophée Schenley du joueur le plus utile au Canada en 1955.

## Carrière
Né à Warren dans le Rhode Island, Pat Abbruzzi a étudié à l'université de Rhode Island où il s'aligne pour l'équipe des Rams en football américain de 1951 à 1954. Il y fut une vedette, étant choisi sur l'équipe d'étoiles de la Nouvelle-Angleterre de 1952 à 1954, athlète de l'année au Rhode Island en 1954 et athlète italo-américain de l'année du Rhode Island en  1953 et 1954.
Au repêchage de la NFL de 1954 il est choisi par les Colts de Baltimore, mais il préfère s'engager avec les Alouettes de Montréal du Big Four. Il y devient rapidement une vedette, obtenant à ses deux premières saisons 19 et 20 touchés respectivement, ce qui constituait alors des records. Il est choisi meilleur joueur au Canada (trophée Schenley) en 1955 et fit partie de l'équipe d'étoiles de l'Est à ses deux premières saisons.
À ses deux saisons suivantes la production offensive d'Abbruzzi décline, en partie à cause de blessures, et il est échangé aux Stampeders de Calgary avant la saison 1959. Il ne jouera cependant pas avec sa nouvelle équipe et prend sa retraite. Il retourne dans sa ville natale de Warren et devient l'entraîneur de l'équipe de football du Warren High School, avec beaucoup de succès.

## Trophées et honneurs
- Joueur le plus utile au Canada (trophée Schenley) : 1955
- Équipe d'étoiles de l'Est : 1955, 1956